# Artimon
Prin artimon sau arbore artimon se înțelege ultimul arbore (catarg), începând de la prova, al unui velier cu trei arbori (în engleză mizen-mast) sau ultimul arbore al unui velier cu 4 sau 5 arbori (în engleză jigger mast).